# Andrej Nutrichin
Andrej Vladimirovič Nutrichin (in russo Андрей Владимирович Нутрихин?; Vorkuta, 20 agosto 1973) è un ex fondista russo.

## Biografia
In Coppa del Mondo debuttò il 10 febbraio 1996 a Kavgolovo (59°) e ottenne il primo podio il 11 marzo 1998 a Lahti (3°).
In carriera prese parte a un'edizione dei Giochi olimpici invernali, Nagano 1998 (15° nella 50 km), e a tre dei Campionati mondiali (4° nella 50 km a Lahti 2001 e nella staffetta a Val di Fiemme 2003 i migliori risultati).

## Palmarès

### Coppa del Mondo
- Miglior piazzamento in classifica generale: 32º nel 2003
- 2 podi (1 individuale, 1 a squadre[1]):
  - 2 terzi posti (1 individuale, 1 a squadre)